# دهانه یک غار
دهانه یک غار یک نقاشی رنگ روغن اثر هنرمند فرانسوی هوبرت رابرت است. این نقاشی که در سده هجدهم میلادی کشده شده‌است، هم‌اکنون در مجموعه موزه متروپولیتن نیویورک قرار دارد.

## بازنمود
دهانه یک غار بخشی از یک مجموعه شش‌عددی نقاشی بود که رابرت برای برادر کوچکتر لوئی شانزدهم کشید. این نقاشی توسط آب آسیب دید، هرچند بعداً ترمیم شد.